# 大阪市立波除小学校
大阪市立波除小学校（おおさかしりつ なみよけしょうがっこう）は、大阪府大阪市港区にある公立小学校。
開校以来、図画工作教育に力を入れている。

## 沿革
地域にはかつて同名の波除小学校（1932年開校。国民学校令により波除国民学校）があったが、戦前の波除小学校は太平洋戦争の戦災で校舎を全焼したことにより、1946年に大阪市立磯路小学校に統合されて廃校となった。地域の復興に伴って1952年、新設開校扱いで磯路小学校から分離する形で開校した。

### 年表
- 1952年9月1日 - 大阪市立波除小学校として、現在の場所に開校。
- 1952年10月22日 - 開校祝賀記念式。この日を創立記念日とする。
- 1957年11月3日 - 図画工作科の研究で、大阪市長・大阪市教育委員会から表彰を受ける。
- 1964年12月25日 - 児童美術教育で、大阪府教育委員会から表彰を受ける。
- 1966年4月1日 - 校区を一部変更。従来の磯路小学校校区の一部を編入。
- 1969年4月1日 - 校区の一部を、新設の大阪市立弁天小学校へ分離。2年生が弁天小学校へ移籍。
- 1981年4月8日 - 養護学級を設置。
- 1986年12月4日 - 大阪市教育委員会から生活指導の研究校に指定され、研究発表を実施。

## 通学区域
- 大阪市港区 波除1丁目-6丁目、市岡元町1丁目-3丁目。

卒業生は大阪市立市岡東中学校に進学する。

## 交通
- 大阪環状線 弁天町駅（北口） 北東へ約200m。
- Osaka Metro中央線 弁天町駅 北東へ約500m。